# История изменений в административно-территориальном делении Тольятти (Ставрополя) и Ставропольского района
Здесь описана история изменений в административно-территориальном делении города Ставрополя (Тольятти) и территории, ныне относящейся к Ставропольскому району Самарской области.

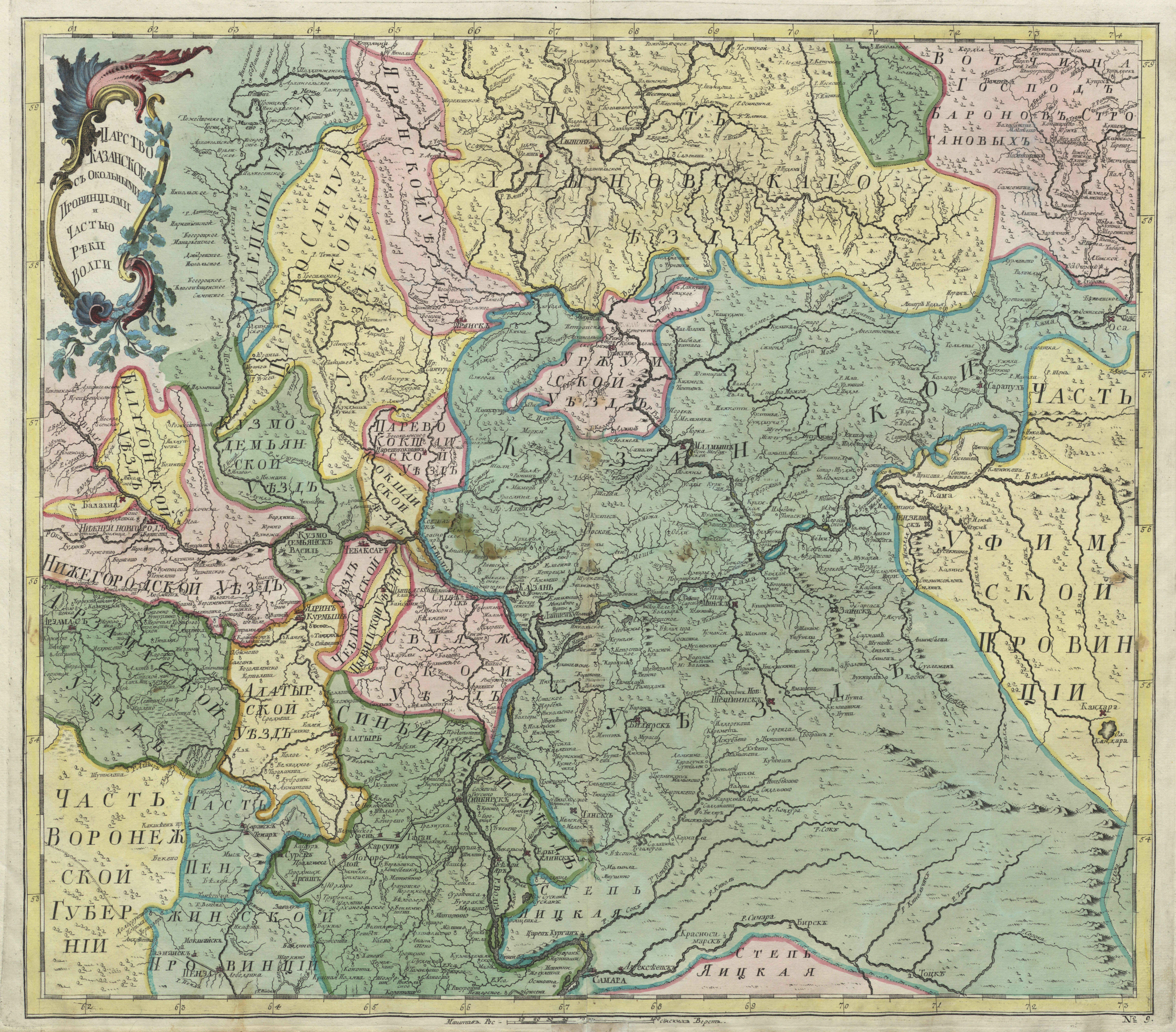
Карта 1745 года

## XVIII век
В 1708 году при разделении Российской империи на губернии нынешняя территория Ставропольского района, а также города Самара и Сызрань были отнесены в образованную Казанскую губернию.

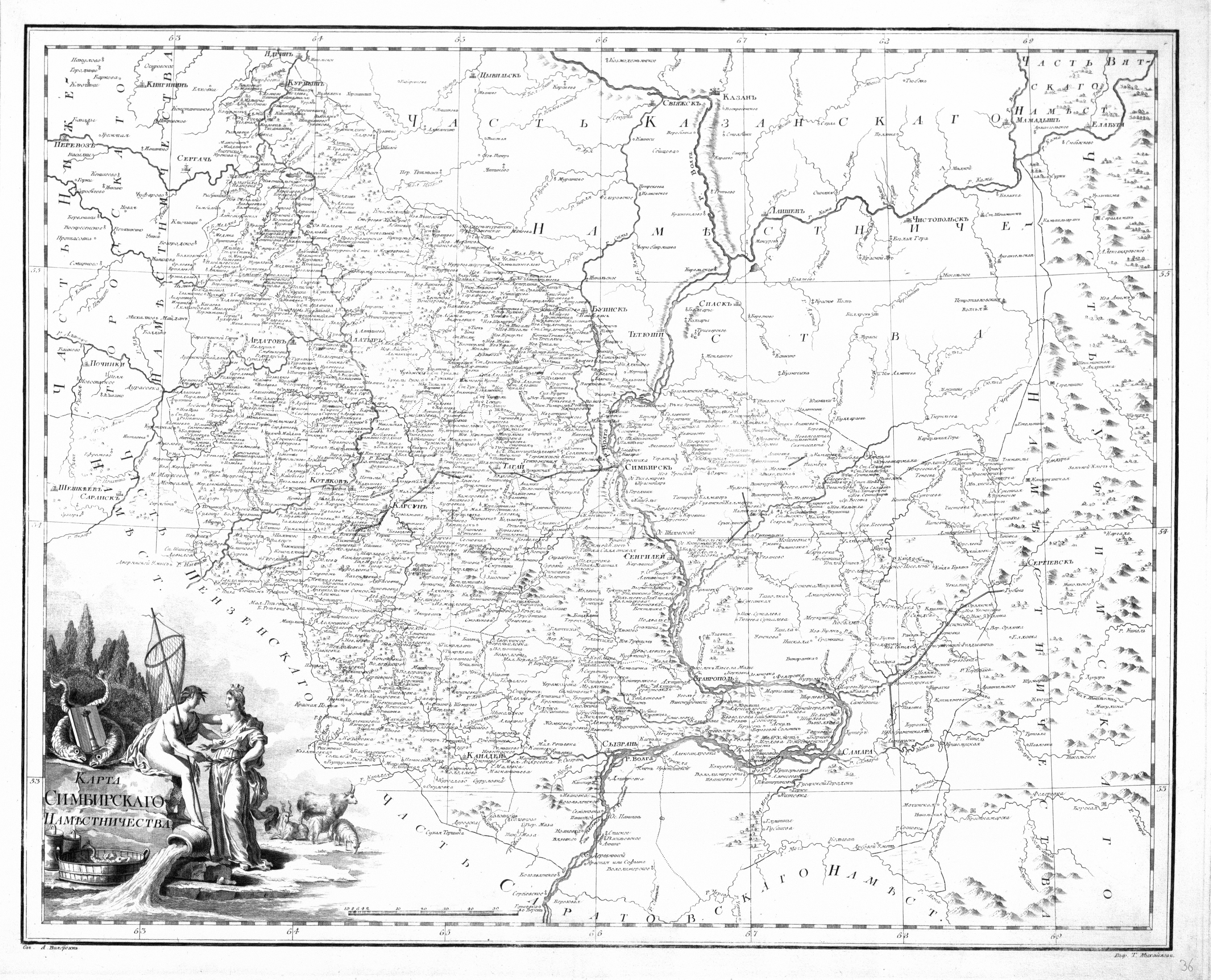
Карта 1792 года

В 1719 году при втором делении на губернии северная половина территории будущей Самарской губернии осталась в составе Казанской губернии, а южная, вместе с Самарой, вошла в состав образованной Астраханской губернии.
20 июня (1 июля) 1737 года был основан город Ставрополь.
В 1744 году Ставрополь и крепости закамской линии укреплений вошли в качестве особой провинции в образованную Оренбургскую губернию.
В 1775 году деление губерний на провинции было отменено. Ставрополь стал центром Ставропольского уезда.

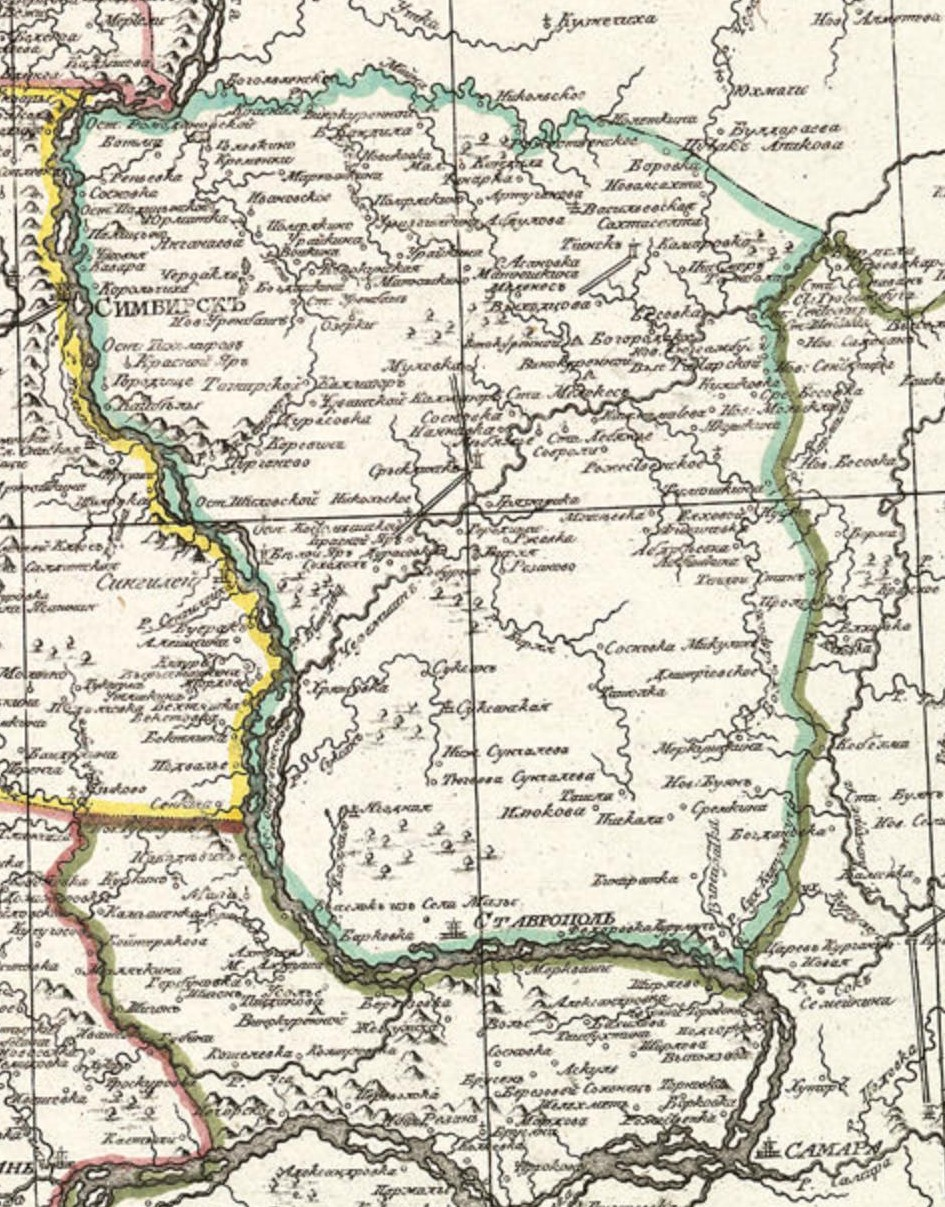
Ставропольский уезд на карте 1800 года

В 1780 году Ставрополь как уездный город приписан к образованному Симбирскому наместничеству.
В 1796 году Симбирское наместничество было преобразовано в Симбирскую губернию.

## XIX век

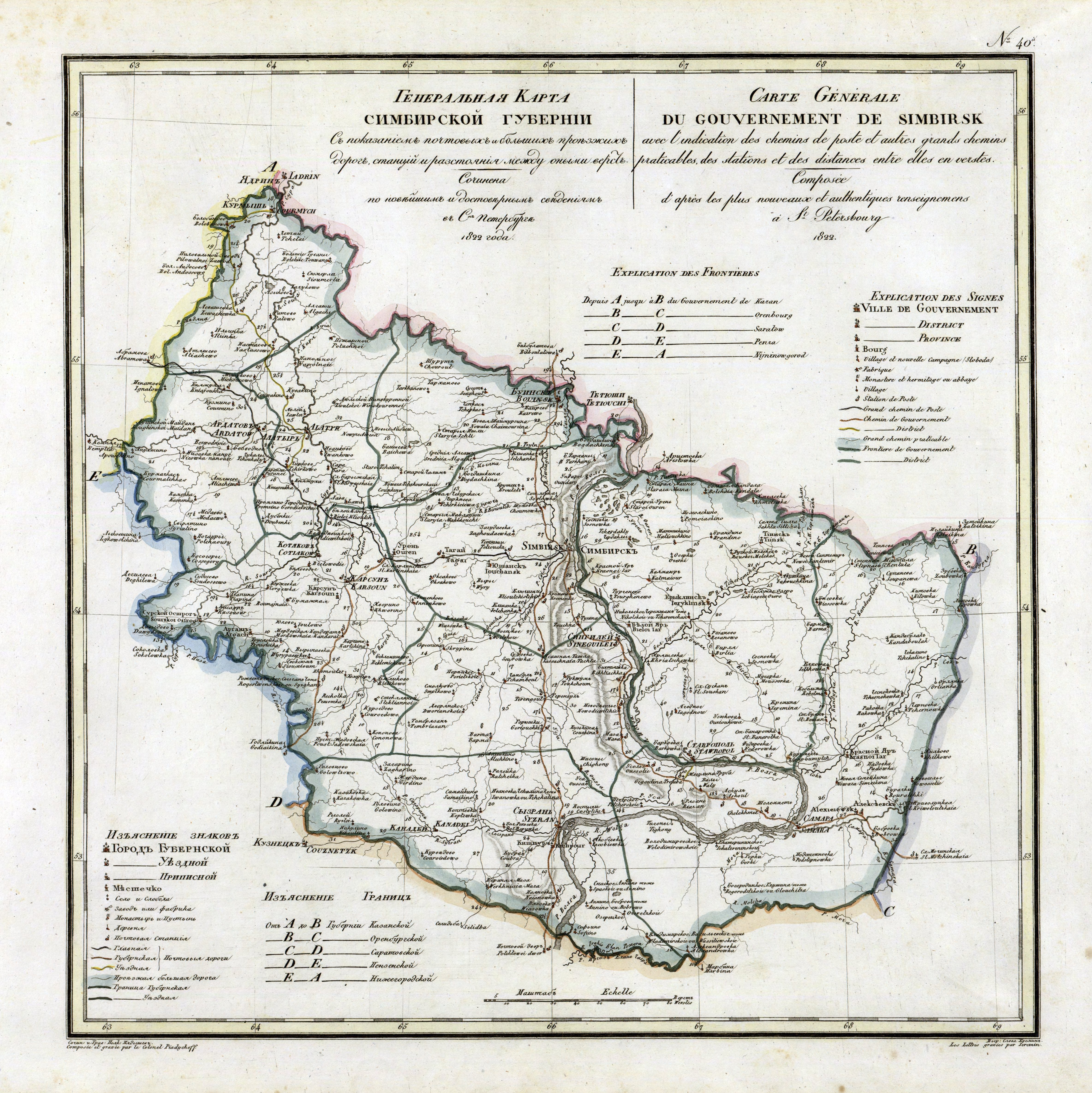
Карта Симбирской губернии. 1822 год

6 декабря 1850 года была образована Самарская губерния с делением на уезды, станы и волости. Ставрополь и уезд вошли в её состав.
На 1880 год в состав уезда входили следующие волости:
- Архангельская
- Белоярская
- Большекандалинская
- Бряндинская
- Высококолковская
- Ерыклинская
- Коровинская
- Кременская
- Крестовогородищенская
- Мулловская
- Мусорская
- Нижнесанчелеевская
- Никольская
- Новобинарадская
- Новомайнская
- Новомалаклинская
- Озерская
- Помряскинская
- Рождественская
- Рязановская
- Старобинарадская
- Старобясовская
- Старомайнская
- Старосахчинская
- Суходольская
- Ташёлкская
- Тиинская
- Филипповская
- Фёдоровская
- Хмелевская
- Хрящёвская
- Чердаклинская
- Черемшанская
- Ягодинская

Состав волостей не являлся постоянным и иногда изменялся.

## XX век

### 1910-е
На начало 1917 года в составе Ставропольского уезда находились следующие волости:
- Архангельская
- Белоярская
- Больше-Кандалинская
- Бряндинская
- Выселкская
- Высококолковская
- Ерыклинская
- Коровинская
- Кременская
- Крестовогородищенская
- Лебяжинская
- Мулловская
- Мусорская
- Нижне-Санчелеевская
- Никольская
- Ново-Бинарадская
- Ново-Буянская
- Ново-Майнская
- Ново-Малаклинская
- Озерская
- Помрянскинская
- Рязановская
- Старо-Бинарадская
- Старо-Майнская
- Старо-Сахчинская
- Суходольская
- Ташёлкская
- Тиинская
- Фёдоровская
- Хмелевская
- Хрящёвская
- Чердаклинская
- Черемшанская
- Ягодинская

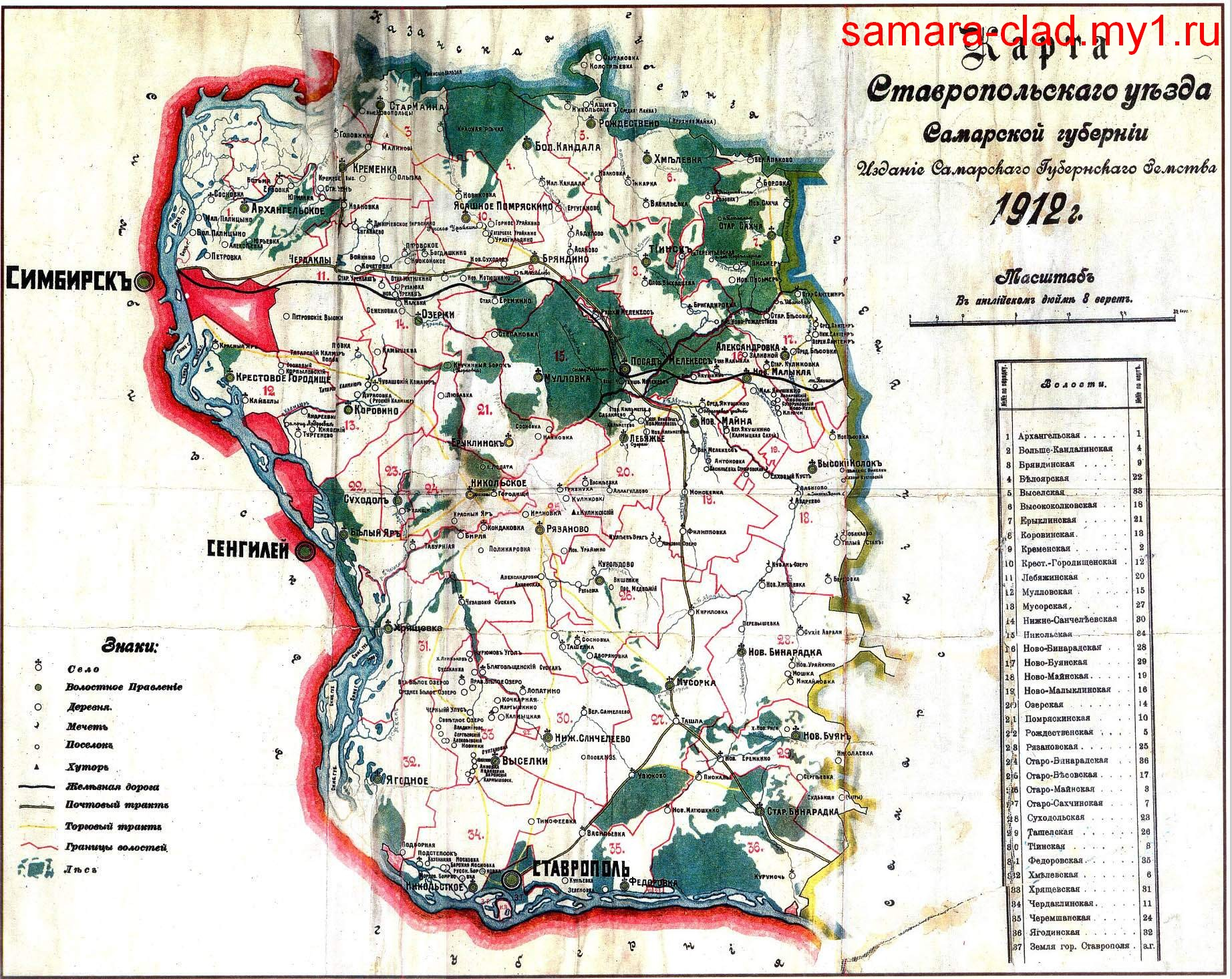
Карта уезда 1912 года

После Декрета Совета Народных Комиссаров от 27 января 1918 года происходили изменения в административно-территориальном делении, однако они основывались на инициативе и решениях местных органов власти, носили зачастую стихийный характер.
30 января 1919 года центра Ставропольского уезда переносится в посад Мелекесс, уезд переименовывается в Мелекесский. Ставрополь определяется как заштатный город.
16 апреля 1919 года Мелекесский уезд декретом СНК «Об определении границ губернских, уездных и прочих» делится на Мелекесский (центр Мелекесс) и Ставропольский (центр Ставрополь).
На 16 июня 1919 года в Ставропольском уезде НКВД установлены следующие волости:
- Верхне-Белозёрская
- Вишенская
- Выселскская
- Мусорская
- Нижне-Санчелеевская
- Никольская
- Ново-Бинарадская
- Ново-Буянская
- Старо-Бинарадская
- Ташёлкская
- Фёдоровская
- Хрящёвская
- Ягодинская

### 1920-е
20 февраля 1923 года решением X губернского съезда Советов Самарской губернии Ставропольский уезд был ликвидирован. Ставрополь стал волостным центром.
25 февраля 1924 года ВЦИК утвердил новое территориальное деление Самарской губернии, подтверждавший ликвидацию Ставропольского уезда. К Мелекесскому уезду отошли Вишенская, Верхне-Белозёрская, Мусорская, Ново-Бинарадская, Ташёлская, Хрящёвская волости. К Самарскому уезду отошли Ставрополь, Выселкская, Никольская, Нижне-Санчелеевская, Ново-Буянская, Старо-Бинарадская, Фёдоровская, Ягодинская волости. Город Ставрополь переименован в село.
20-23 марта 1924  года в состав Ставропольской волости вошли Ягодинская и Фёдоровская.
К концу 1924 года в состав Ставропольской волости входило 14 сельсоветов. После укрупнения их осталось 9:
- Васильевский
- Мордово-Борковский
- Никольский
- Ново-Матюшкинский
- Подстёпкинский
- Русско-Борковский
- Ставропольский
- Фёдоровский
- Ягодинский

В 1925 году в Ставропольской волости значится 38 населённых пунктов:
- «1-я Борковская» (сельхозартель)
- Антоновка
- Барская Московка
- Берёзовка (посёлок)
- Васильевка
- Винковка
- «Вперёд» (сельхозартель)
- «Корень» (сельхозартель)
- Красное село
- Кунивка
- Лебяжинский посёлок
- Луч
- Люди труда
- «Маяк» (сельхозартель)
- Медаево
- Мордовская Борковка
- Никольской
- Новинка
- Ново-Матюшкино
- Ново-Ягодное
- «Охотник» (сельхозартель)
- Пахарь
- Подборная
- Подстёпки
- «Пролетарский» (сельхозартель)
- «Рассвет» (сельхозартель)
- Русская Борковка
- Садовый посёлок
- Северный посёлок
- Ставрополь
- Старообрядец
- Степной посёлок
- Тимофеевка
- Торновый посёлок
- Тростенка
- «Трудолюбие» (сельхозартель)
- Фёдоровка
- Ягодное

14 сентября 1925 года в состав Самарского уезда вошла Сосново-Солонецкая область.
14 мая 1928 года решением ВЦИК о переходе от губернского, уездного и волостного деления на областное, окружное и районное создана Средне-Волжская область. В составе Самарского округа образован Ставропольский район.
20 апреля 1929 года Средне-Волжская область была переименована в Средне-Волжский край.

### 1930-е
30 июля 1930 года Самарский округ был упразднён. Ставропольский район перешёл в прямое подчинение Средне-Волжского края.
27 января 1935 года Средне-Волжский край переименован в Куйбышевский край, а город Самара в город Куйбышев.
5 декабря 1936 года Куйбышевский край переименован в Куйбышевскую область.

### 1940-е
7 февраля 1941 года в составе области образован Сосново-Солонецкий район. В него вошли Александровский и Морквашинский сельсоветы.
19 января 1943 года в состав образованной Ульяновской области передана часть территории Куйбышевской, в том числе город Мелекесс.
9 января 1946 года село Ставрополь преобразовано в город районного подчинения.
4 июля 1946 года село Отважное преобразовано в рабочий посёлок Отважный Сосново-Солонецкого района.

### 1950-е

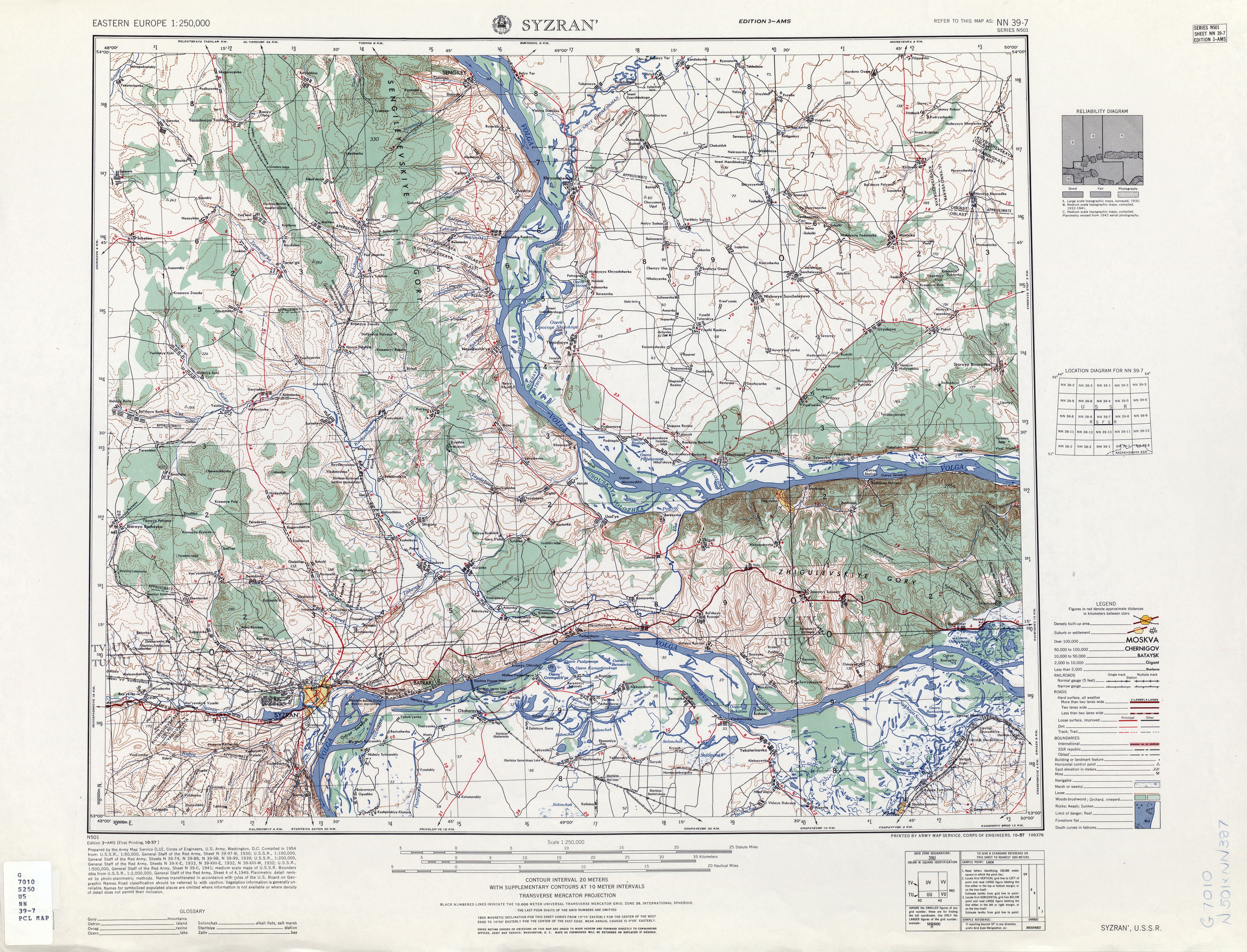
Карта 1954 года

18 апреля 1951 года Указом Президиума Верховного Совета РСФСР город Ставрополь отнесен в категории городов областного подчинения.
В феврале 1952 года посёлок Отважный переименован в рабочий посёлок Жигулёвск.
13 февраля 1958 года решением облисполкома № 100 населённый пункт Фёдоровка отнесен к городской черте Ставрополя. Фёдоровский сельсовет преобразован в поссовет. В административное подчинение поссовету вошёл посёлок Шлюзовой (Ново- и Старо-Шлюзовой).
25 апреля 1959 года решением облисполкома № 318 в черту города Ставрополя вошли населённые пункты: рабочий посёлок Комсомольский, посёлки Жигулёвское море, ВСО 1, 4, 5.
16 мая 1959 года Комсомольский посёлок упразднён. Все материалы поссовета переданы Ставропольскому горисполкому.

### 1960-е
30 июня 1960 года Сосново-Солонецкий район переименован в Жигулёвский район с подчинением Жигулёвскому горсовету.
В 1963 году сельские районы были укрупнены. В состав Ставропольского района вошли сельсоветы Жигулёвского, Новобуянского и Красноярского районов. К существующим добавились Жигулёвский, Севрюкаевский, Кармальский, Осиновский, Сосново-Солонецкий, Александровский, Больше-Рязанский, Бахиловский, Мусоркий, Сухо-Авралинский, Ново-Буянский, Ново-Бинарадский, Узюковский, Старо-Бинарадский, Задельненский сельсоветы.
28 августа 1964 года Президиум Верховного Совета РСФСР постановил: Переименовать город Ставрополь Куйбышевской области в город Тольятти.
В 1965 году из состава Ставропольского района был выделен вновь образованный Красноярский район.
В 1966 году в состав района входило 20 сельсоветов:
- Александровский
- Бахиловский
- Больше-Рязанский
- Васильевский
- Верхнесанчелеевский
- Выселкский
- Жигулёвский
- Задельненский
- Мусорский
- Нижне-Санчелеевский
- Ново-Бинарадский
- Осиновский
- Приморский
- Русско-Борковский
- Севрюкаевский
- Сосново-Солонецкий
- Ташёлский
- Узюковский
- Хрящёвский
- Ягодинский

### 1970-е
31 марта 1972 года Указом Президиума Верховного Совета РСФСР в городе Тольятти образованы 3 района: Автозаводский, Комсомольский, Центральный.

### 1990-е
25 января 1991 года Куйбышевская область была переименована в Самарскую, а город Куйбышев в Самару.

## XXI век
Согласно Уставу муниципального района Ставропольский от 16 мая 2005 в состав района входит 24 сельских поселения
1. Александровка (село Александровка, станция Отвага)
2. Бахилово (село Бахилово)
3. Большая Рязань (сёла Большая Рязань, Брусяны, Малая Рязань, железнодорожный разъезд Рязанский, станция Услада)
4. Васильевка (сёла Васильевка, Зеленовка, посёлок Рассвет)
5. Верхние Белозёрки (село Верхние Белозёрки, посёлок Висла)
6. Верхнее Санчелеево (сёла Верхнее Санчелеево, Лопатино)
7. Выселки (село Выселки)
8. Жигули (сёла Жигули, Валы)
9. Кирилловка (село Кирилловка)
10. Луначарский (посёлок Луначарский)
11. Мусорка (сёла Мусорка, Пески, Ташла)
12. Нижнее Санчелеево (село Нижнее Санчелеево, посёлок Новая Васильевка)
13. Новая Бинарадка (село Новая Бинарадка)
14. Осиновка (сёла Винновка, Ермаково, Осиновка)
15. Пискалы (сёла Красная Дубрава, Новое Еремкино, Пискалы)
16. Подстёпки (село Подстепки)
17. Приморский (посёлок Приморский)
18. Севрюкаево (сёла Кармалы, Кольцово, Лбище, Мордово, Севрюкаево)
19. Сосновый Солонец (сёла Аскулы, Берёзовый Солонец, Сосновый Солонец)
20. Ташёлка (сёла Верхний Сускан, Сосновка, Ташелка, посёлок Менжинский)
21. Тимофеевка (сёла Русская Борковка, Тимофеевка)
22. Узюково (село Узюково)
23. Хрящёвка (село Хрящёвка)
24. Ягодное (село Ягодное)

1 января 2006 года после муниципальной реформы Тольятти получил статус городского округа. В состав городского округа вошли город Тольятти, посёлки городского типа Поволжский и Фёдоровка, село Новоматюшкино и посёлок Загородный.
10 июля 2006 года отдельные населённые пункты: посёлки городского типа Поволжский и Фёдоровка, село Новоматюшкино и посёлок Загородный вошли в состав города Тольятти.
20 марта 2009 года Поволжский, Фёдоровка, Новоматюшкино и Загородный получили статус микрорайонов в составе районов города.